# (4053) Cherkasov
(4053) Cherkasov es un asteroide perteneciente al cinturón de asteroides, descubierto el 2 de octubre de 1981 por la astrónoma ucraniana Liudmila Zhuravliova desde el Observatorio Astrofísico de Crimea (República de Crimea).

## Designación y nombre
Designado provisionalmente como 1981 TQ1. Fue nombrado Cherkasov en honor al actor ruso soviético Nikolaj Konstantinoviĉ Ĉerkasov.